# Udo Reinhard Müller
Udo Reinhard Müller (* 11. Oktober 1948 in Brackwede) ist ein deutscher Strömungsmechaniker und Hochschullehrer.

## Leben
Udo Reinhard Müller studierte an der RWTH Aachen Maschinenbau mit der Fachrichtung Luft- und Raumfahrt. Im Wintersemester 1969/70 schloss er sich dem Corps Saxonia-Berlin an. Nach Abschluss des Studiums als Dipl.-Ing. wurde er 1979 an der Fakultät für Maschinenwesen der RWTH Aachen zum Dr.-Ing. promoviert.
Nach einer zweijährigen Forschungstätigkeit bei der NASA in Kalifornien (1980–82) erfolgte 1986 die Habilitation an der RWTH Aachen mit der venia legendi für das Lehrgebiet
Turbulente Strömungen. Im gleichen Jahr wechselte er zum Luft- und Raumfahrtkonzern Messerschmitt-Bölkow-Blohm in Bremen und arbeitete an der aeroelastischen Entwicklung des Airbus A340. Später übernahm er verschiedene Aufgaben im Technologiemanagement der Airbus Deutschland GmbH, Hamburg, sowie von EADS Airbus, Toulouse. Er war u. a. Leiter des Beirates College of Experts von Airbus Forschung & Technologie. Seine Pensionierung erfolgte Anfang 2011.
Am Aerodynamischen Institut der RWTH Aachen lehrte er als außerplanmäßiger Professor von 1986 bis 2008 das Lehrgebiet Strömungsmessverfahren.

## Veröffentlichungen
- Messung von Reynoldsschen Spannungen und zeitlich gemittelten Geschwindigkeiten in einer dreidimensionalen Grenzschicht mit nichtverschwindenden Druckgradienten, Dissertation 1979[2]
- Relaxation einer komplexen, turbulenten Grenzschicht, Habilitationsschrift 1986 (= Fortschritts-Berichte VDI, Reihe 7, Nr. 121). VDI Verlag, Düsseldorf 1987, ISBN 3-18-142107-3[3]
- ca. 50 wissenschaftlich-technische Publikationen